# Acrania (banda mexicana)
Acrania es una banda mexicana de Metal Progresivo, Metal latino de la Ciudad de México, fundada en 2001 por el guitarrista y vocalista Luis Oropeza, el baterista Johnny Chavez y el guitarrista Félix Carreón como Necrofilia. La banda es conocida por su combinación única de Death/Thrash Metal con Jazz latino y Música Afro-Caribeña así como un uso sin paralelo de instrumentos de aliento y percusión latina.
La alineación actual incluye a Oropeza, el baterista Johnny Chavez, guitarrista César Cortés, bajista Alberto Morales y percusionista Dani Monti. La banda ha lanzado tres álbumes de estudio, un E.P., y dos vídeos musicales desde su formación.
Su último álbum Fearless fue lanzado el 25 de abril de 2015 con el soporte del Consejo Nacional para la Cultura y las Artes (CONACULTA) de México, y ha sido listado entre los mejores álbumes de 2015 por sitios como Angry Metal Guy, Pure Grain Audio y No Clean Singing. Todos los álbumes de la banda cuentan con arte del artista israelí Eliran Kantor.

## Historia

### Formación y los añosNecrofilia(2001–2005)
Acrania se formó en 2001 en la Ciudad de México por el guitarrista Luis Oropeza, el guitarrista Félix Carreón, y el baterista Johnny Chavez bajo el nombre Necrofilia. Esta primera alineación de la banda grabó un demo homónimo en 2004, junto con el vocalista Diego Merino, el bajista David Mejía, y la tecladista Jimena Contreras. Merino dejó la banda a finales del año 2004, con Oropeza reemplazándolo como vocalista. En 2005 Mejía y Contreras también dejan la banda dando paso a la adición de Alberto Morales como bajista. Después de este cambio de alineación, la banda decidió que su estilo musical refrescado requería un nombre nuevo, así que optaron por Acrania.

### Unbreakable Furyy debut europeo (2006–2011)
En 2007, después de un año de escribir canciones y de deshacerse de la música de Necrofilia, la banda entró al estudio para la grabación de su primer EP, In Peaceful Chaos. El EP auto-producido que consistió de cuatro pistas fue grabado entre abril y junio en la Ciudad de México, y fue lanzado en septiembre del mismo año.
La banda continuó trabajando en material nuevo, lo cual resultó en la grabación de su primer álbum, Unbreakable Fury en 2009. El álbum contuvo todas las pistas de su EP previo, exceptuando "Emotionally Unstabilized" además de cinco pistas nuevas. Grabado en el mismo estudio que In Peaceful Chaos, el álbum fue masterizado en 2010 por Jesús Bravo en Irapuato y fue lanzado en noviembre. Debido a que Johnny Chavez se mudó a Suiza por un año, Iván Morales, baterista de Elli Noise, ocupó su puesto. Antes del lanzamiento del álbum, la banda ya había construido una reputación local que los llevó a compartir escenario con Diablo Swing Orchestra el 17 de julio de 2010.
Durante diciembre, con Chavez de nuevo en la batería, Acrania hizo su debut europeo con una gira de cinco fechas en Berlín, Soest, Dresden, Helsinki, y Zúrich con la ayuda de la Fundación Wacken.
Durante 2011, el álbum empezó a conseguir reconocimiento tanto de medios de comunicación como de fanes. En marzo, Unbreakable Fury fue nominado a Mejor Disco de Metal en la cuarta edición de los premios Indie-O Music Awards (IMAS). La banda giró en México durante el Otoño con un nuevo integrante, Ignacio Gómez Ceja en las percusiones, y quedó en segundo lugar en la final de la Batalla de Metal de Wacken en México.

### An Uncertain Collision(2012–2013)
El segundo álbum de Acrania, An Uncertain Collision, fue grabado durante junio y julio de 2012 en el estudio del Circo Volador, una de las salas de conciertos más icónicas para el Metal en México. Para este álbum, la banda recibió apoyo del Consejo Nacional para la Cultura y las Artes (CONACULTA), y toda la producción, grabación y mezcla de audio fue hecho por Oropeza y Chavez. Masterizado de nuevo por Jesús Bravo, el álbum fue lanzado el 20 de octubre, y entregó el primer sencillo de la banda, "Treason, Politics & Death", el cual fue lanzado con un vídeo musical el 8 de enero de 2013. Este segundo álbum llevó a Acrania a ser la banda abridora de la gira del supergrupo "Death To All", conformado por exintegrantes de la banda Death, en México. En julio, An Uncertain Collision fue ganador del Mejor Álbum de Metal Progresivo de los Premios de Metal Kalani. Más adelante en ese año, el guitarrista fundador de la banda Félix Carreón y el percusionista Ignacio Gómez Ceja salieron de Acrania.

### Fearless(2014–presente)
Con el nuevo guitarrista César Cortés a bordo, Acrania volvió al estudio para la grabación de su tercer álbum, Fearless, en esta ocasión con el apoyo del Fondo Nacional para la Cultura y las Artes (FONCA). El álbum fue producido y mezclado de nuevo por Johnny Chavez y Luis Oropeza, siendo el ingeniero francés Brett Caldas-Lima, quién ha trabajado con bandas como Megadeth, Ayreon y algunas bandas mexicanas, el encargado de la masterización del álbum. El 18 de octubre la banda fue parte de la alineación del Eyescream Metal Fest en la Ciudad de México, junto a bandas como Exodus, The Agonist, Cattle Decapitation, y Havok.
Fearless fue lanzado el 25 de abril de 2015, con "People of the Blaze" siendo el sencillo principal. El álbum obtuvo mejores reseñas que sus predecesores, incluyendo ser clasificado como el Núm. 20 de la lista de los 250 Mejores Álbumes de Metal Latino del 2015 por Headbangers Latinoamérica. Este álbum le consiguió a la banda su segundo Premio Kalani, esta vez en la categoría de Mejor Álbum de Death Metal.
En agosto de 2016 Acrania realizó una gira alrededor de la República Mexicana para promocionar el nuevo álbum que se llamó "Fearless Tour" con Drakonia como banda soporte.
Después de un período de inactividad durante 2017, Acrania tocó una serie de conciertos en México a finales del mismo con el percusionista Dani Monti, quién fue anunciado como integrante oficial el 16 de noviembre.
El 24 de febrero de 2018 Acrania encabezó la primera edición de su propio festival, Puro Pinche Sabor: United en el Circo Volador. La alineación incluyó a Nuclear Chaos, Anima Tempo y Glass Mind.

## Estilo musical
Acrania es una banda de Death Metal y Thrash Metal, cuya música también ha sido descrita como "una verdadera bestia de Prog/Extreme Metal." Acrania mezcla el Death Metal con "sonidos Afro-cubanos, ambiencias estilo Jazz así como un uso sin paralelo de instrumentos de aliento y percusión latina."
El sonido de Acrania ha sido comparado con el de la banda estadounidense de Death Metal Técnico, Atheist, en particular con su álbum de 1993 Elements.

## Integrantes

### Integrantes actuales
- Luis Oropeza – voz, guitarra (2001–presente), trompeta (2008–presente)
- César Cortés – guitarra (2013–presente), saxofón (2013–2016)
- Alberto Morales - bajo (2001–presente)
- Johnny Chavez - batería (2001-2009, 2010–presente)
- Daniel Montiel - percusiones (2017–presente)

### Integrantes anteriores
- Diego Merino - voz (2001–2004)
- Félix Carreón - guitarra (2001–2013)
- David Mejía - bajo (2001–2005)
- Jimena Contreras - teclado (2004–2005)
- Ignacio Gómez - percusiones (2011–2013)
- Iván Morales – batería (2009–2010)

### Músicos en vivo
- Emmanuel Ferrón - percusiones (2016–2017)

## Discografía
- Unbreakable Fury (2010)
- An Uncertain Collision (2012)
- Fearless (2015)